# Stela z Xi’an

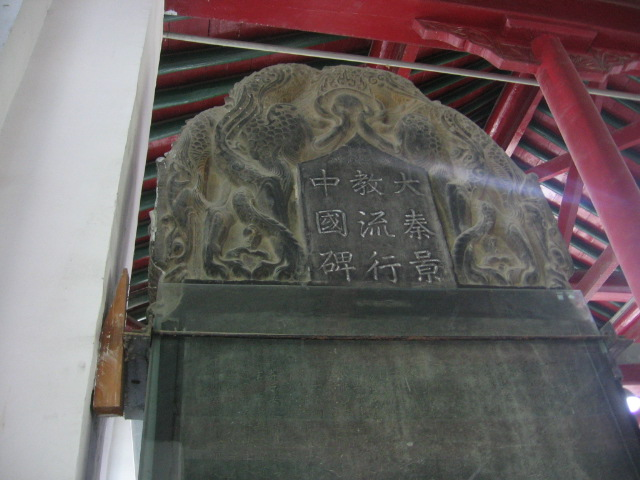
Nagłówek z napisem: Stela [upamiętniająca] rozpowszechnienie w Chinach Religii Światła z Daqin

Stela z Xi’an – kamienna tablica z inskrypcją z czasów dynastii Tang, odkryta przez chińskich robotników w 1623 w okolicy dzisiejszego Xi’anu.
Jest to czarna, wapienna, prawie trzymetrowej wysokości stela, na której w 781 wyryty został chiński tekst edyktu tolerancyjnego cesarza Taizonga z 638. Informuje on o pojawieniu się nestoriańskiej misji Alopena w Chang’anie, ówczesnej stolicy Chin. Część tekstu zapisana jest w syriackim, liturgicznym języku kościoła nestoriańskiego. Stela została ustawiona około 870 w miejscu dawnego klasztoru nestoriańskiego. Według napisu na steli autorem tekstu był pochodzący z terytorium obecnego Afganistanu mnich Mar-Ist-Busid.
U góry steli wyryto krzyż wyrastający z kwiatu lotosu (symbol buddyjski), a po bokach chmury i perły (symbole taoistyczne). Stela, wraz z tekstem, w którym terminologia chrześcijańska przeplata się z taoistyczną, buddyjską i konfucjańską, stanowi dowód, że po półtora wieku od czasu przybycia do Chin nestorianizm stał się elementem chińskiego synkretyzmu religijnego. Sam nestorianizm jest na steli określany jako Daqin Jing Jiao (大秦景教), czyli „religia światła z Daqin [Rzymu/Zachodu]”.
Pierwszym Europejczykiem, który miał okazję obejrzeć stelę, był w 1625 lub 1626 jezuicki misjonarz Nicolas Trigault, który dokonał streszczenia tekstu w języku łacińskim. Pełnego przekładu dokonał w 1652 polski jezuita Michał Boym. Treść steli wywołała wielkie poruszenie w Europie, gdzie uznano ją za jezuickie fałszerstwo. Jezuici usiłowali dowieść, że chrześcijaństwo do Chin przyniósł Kościół katolicki. Zarzuty o nieautentyczności steli wysuwali m.in. Voltaire, Teofil Spitzel, orientalista Georg Horn czy dominikanin Domingo Navarette. Obecnie autentyczność steli nie budzi żadnych wątpliwości. Jednakże chrześcijaństwo dotarło do Chin nie za pośrednictwem Kościoła katolickiego lecz przyniósł je Kościół Wschodu.
Oryginał steli jest obecnie przechowywany w muzeum Beilin (Lesie Stel) w Xi’anie, a jej kopię wystawiono przy Pagodzie Daqin.

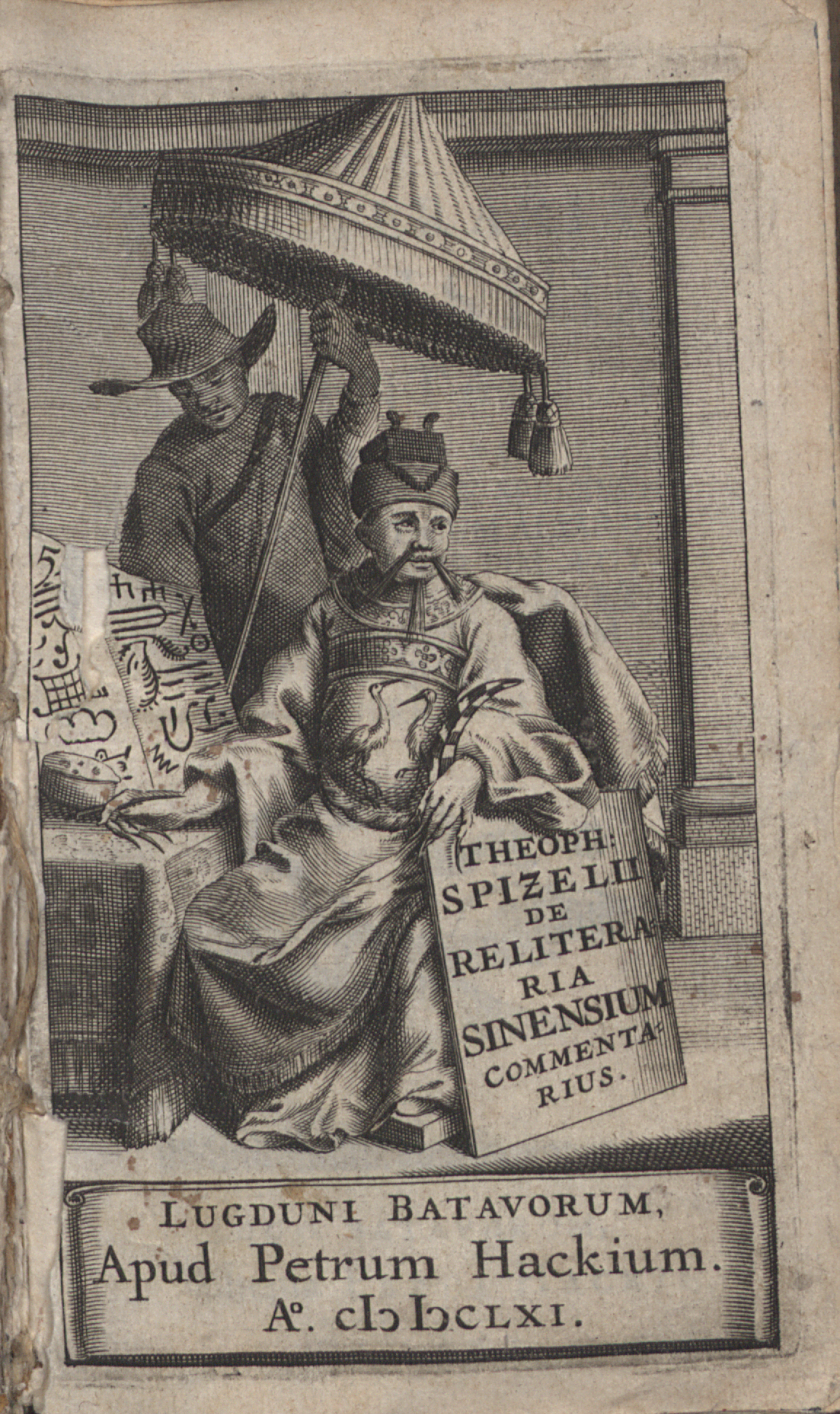
Theophil Gottlieb Spitzel, De re literaria Sinensium commentarius, 1660
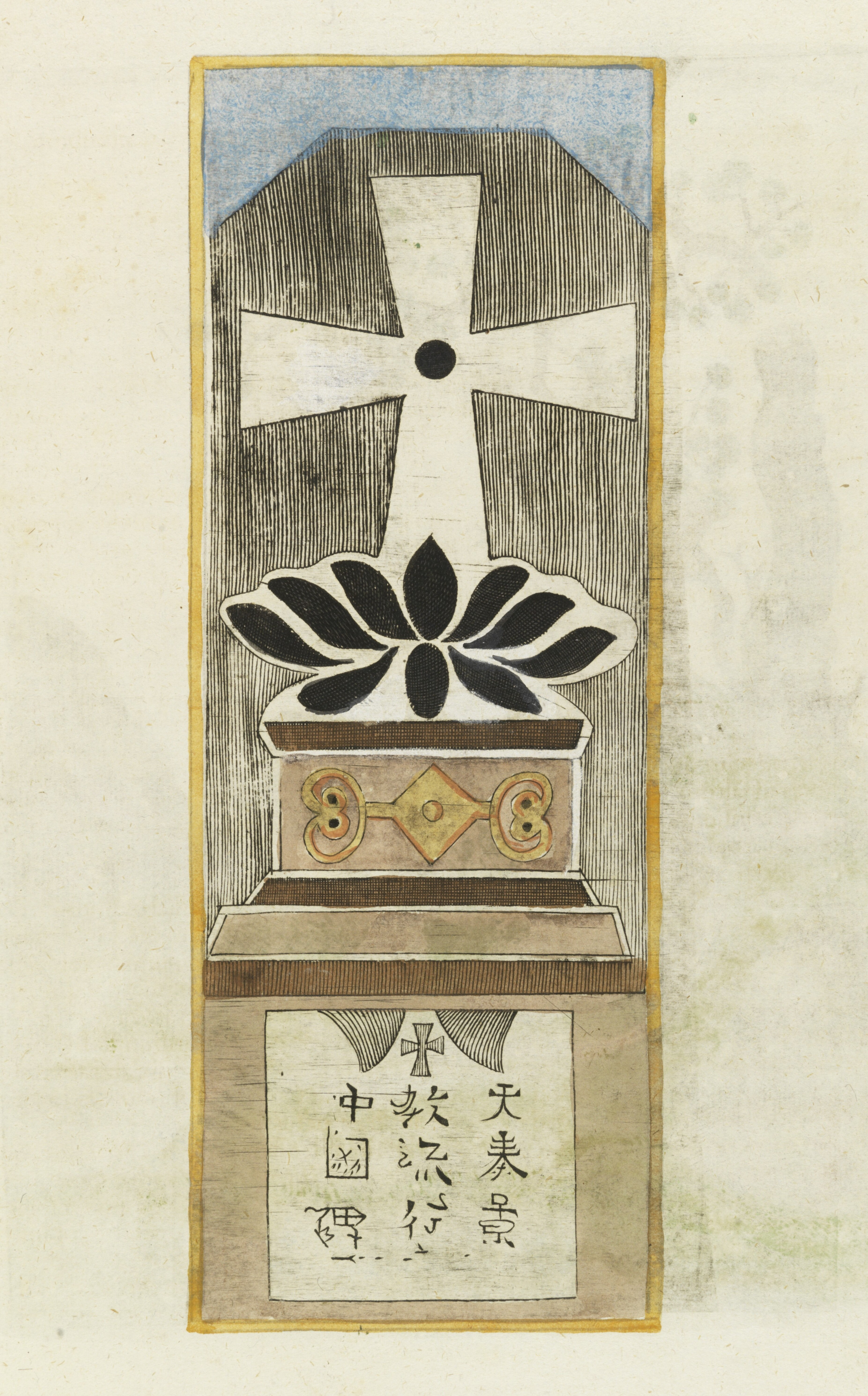
Fragmenty stelli w dziele Michała Boyma Flora Sinensis, 1656
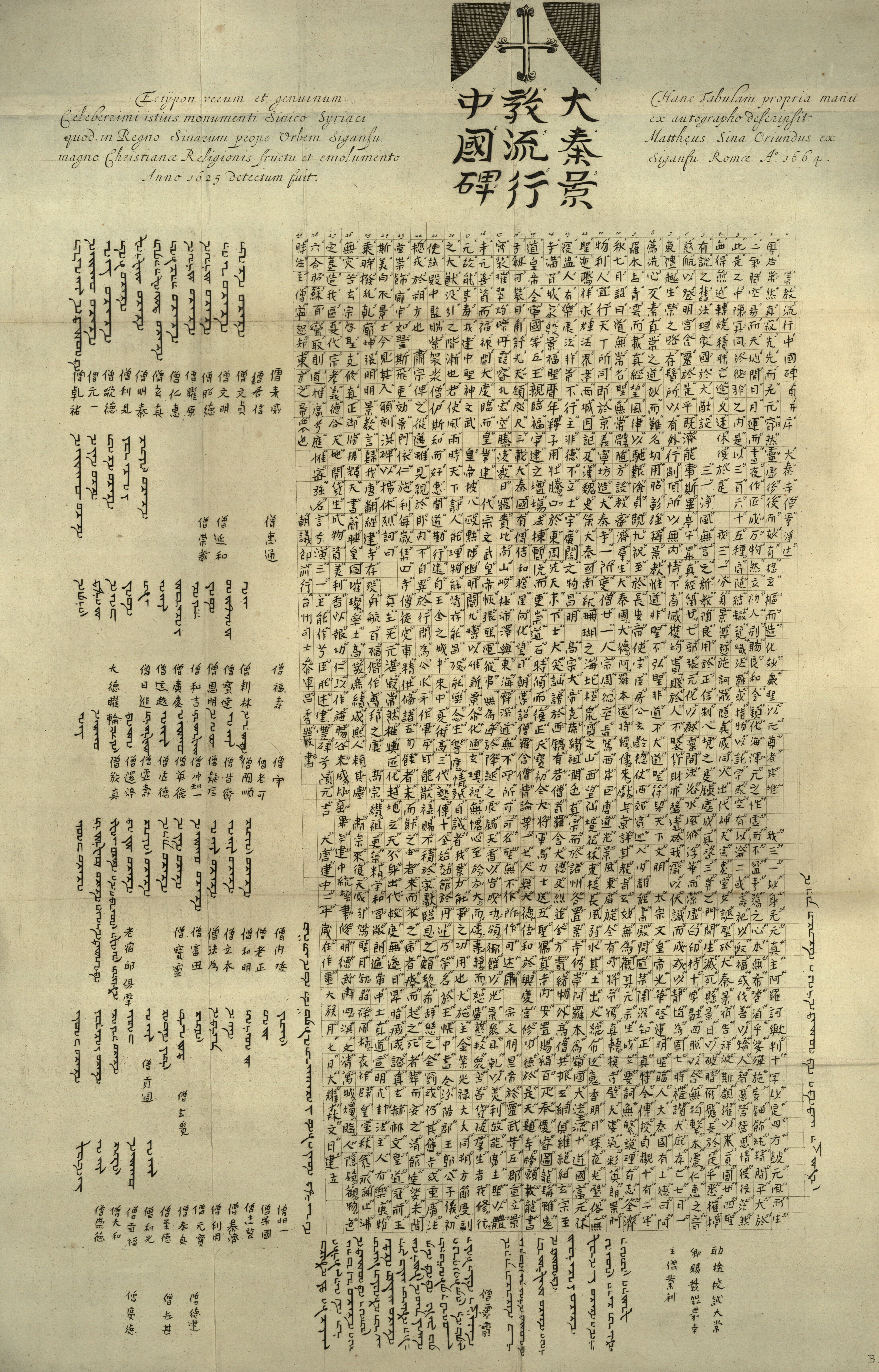
Treść stelli w dziele Athanasiusa Kirchera China monumentis, 1667